# Toyota Prius Plug-in Hybrid
Toyota Prius PHV (Plug-in Hybrid Vehicle) — гібридний легковий автомобіль, з можливістю підзарядки від зовнішніх мереж, що випускається японською фірмою Toyota з 2012 року. В електричному режимі автомобіль використовується для короткочасних поїздок по місту, а при тривалому заміському русі в роботу встає двигун внутрішнього спалювання. Латинське слово prius (яп. プリウス) в назві моделі трактується як перший.
Масштабна тестова програма 2007—2012 рр., в рамках якої прототипи автомобілів пройшли більше півмільйона миль, дозволили знайти оптимальний баланс між пробігом, часом заряду, розміром і ціною акумуляторної батареї.
У січні 2012 року серійне виробництво Prius PHV почалося в Японії на заводі Tsutsumi Plant і продовжилось до червня 2015 року. У лютому 2017 року був представлений новий автомобіль, створений на базі Prius четвертого покоління. До того часу у світі було продано майже 100 тисяч підзарядних гібридів Prius PHV. В Північній Америці нова модель продається під назвою Prius Prime.

## Перше покоління (XW35; 2012—2015)

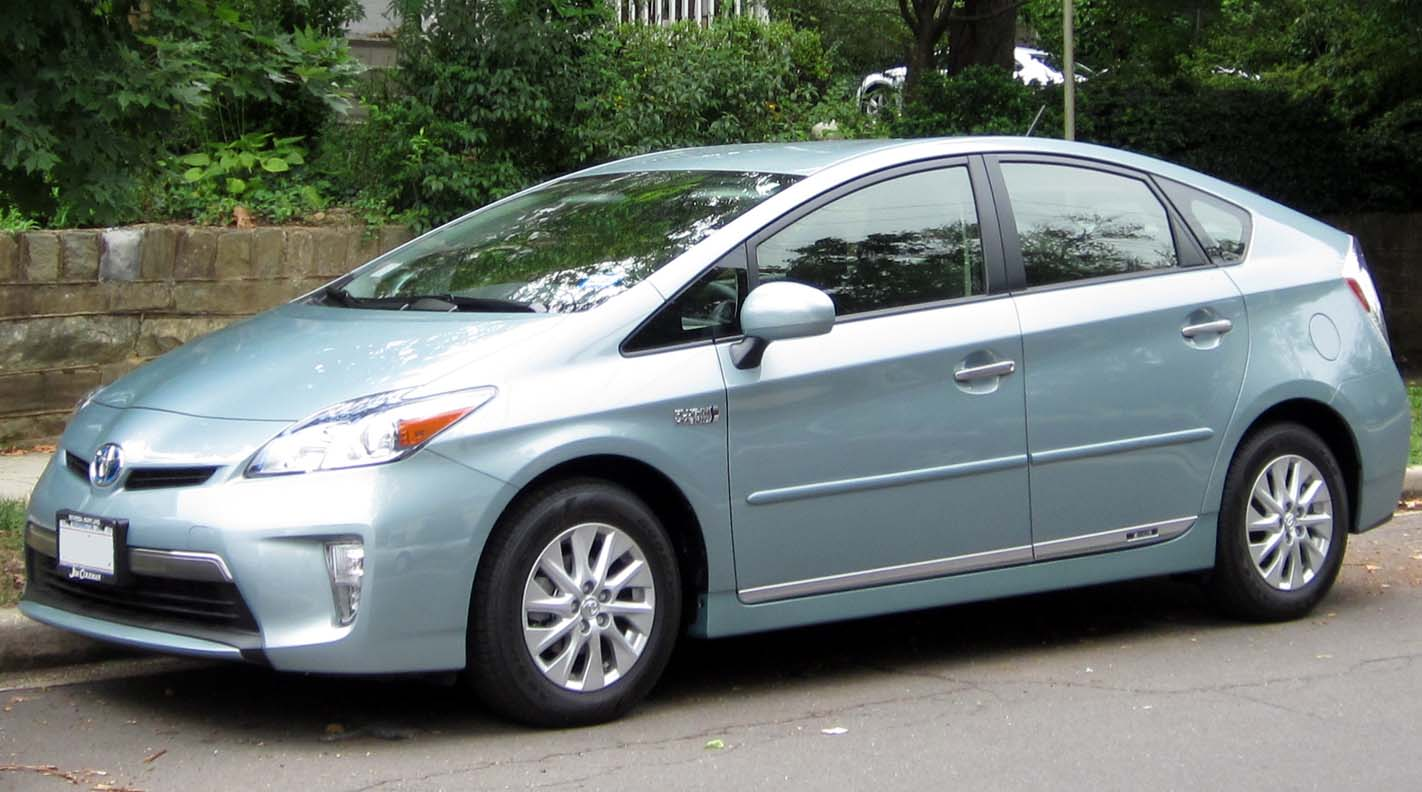
Toyota Prius plug-in hyrid

Створений для задоволення потреб міських жителів, гібрид Prius PHV міг проїхати тільки на електротязі приблизно 25 кілометрів зі швидкістю не більше 80 км/год. Як тільки розряд батареї доходив до критичного рівня, автоматично запускався двигун внутрішнього згоряння, що дозволяло рухатися далі. Водієві не було потреби турбуватися про те, чи зможе автомобіль досягти пункту призначення, або змінювати стиль водіння для того, щоб заощадити ще трохи енергії.
Можливість довше рухатись на електротязі зробила автомобіль економічнішим, він витрачав палива на 45 % менше від базової моделі Prius. У змішаному режимі руху, від електромотора і двигуна, літій-іонна батарея збирала більше енергії при рекуперативному гальмуванні, швидше заряджалась і давала автомобілю змогу частіше перемикатися в електричний режим, що також давало економію палива.
Батарею можна було повністю зарядити за 2,5—3 години струмом у 15 ампер від побутової електромережі напругою 110 В або за 1,5 години від мережі напругою 230 В. П'ятиметровий зарядний кабель, розташований в багажнику, входив у стандартну комплектацію.

### Двигун
- 1,8 л 2ZR-FXE I4 VVT-i (Atkinson) + електродвигун

## Друге покоління (XW50; 2016—2022)

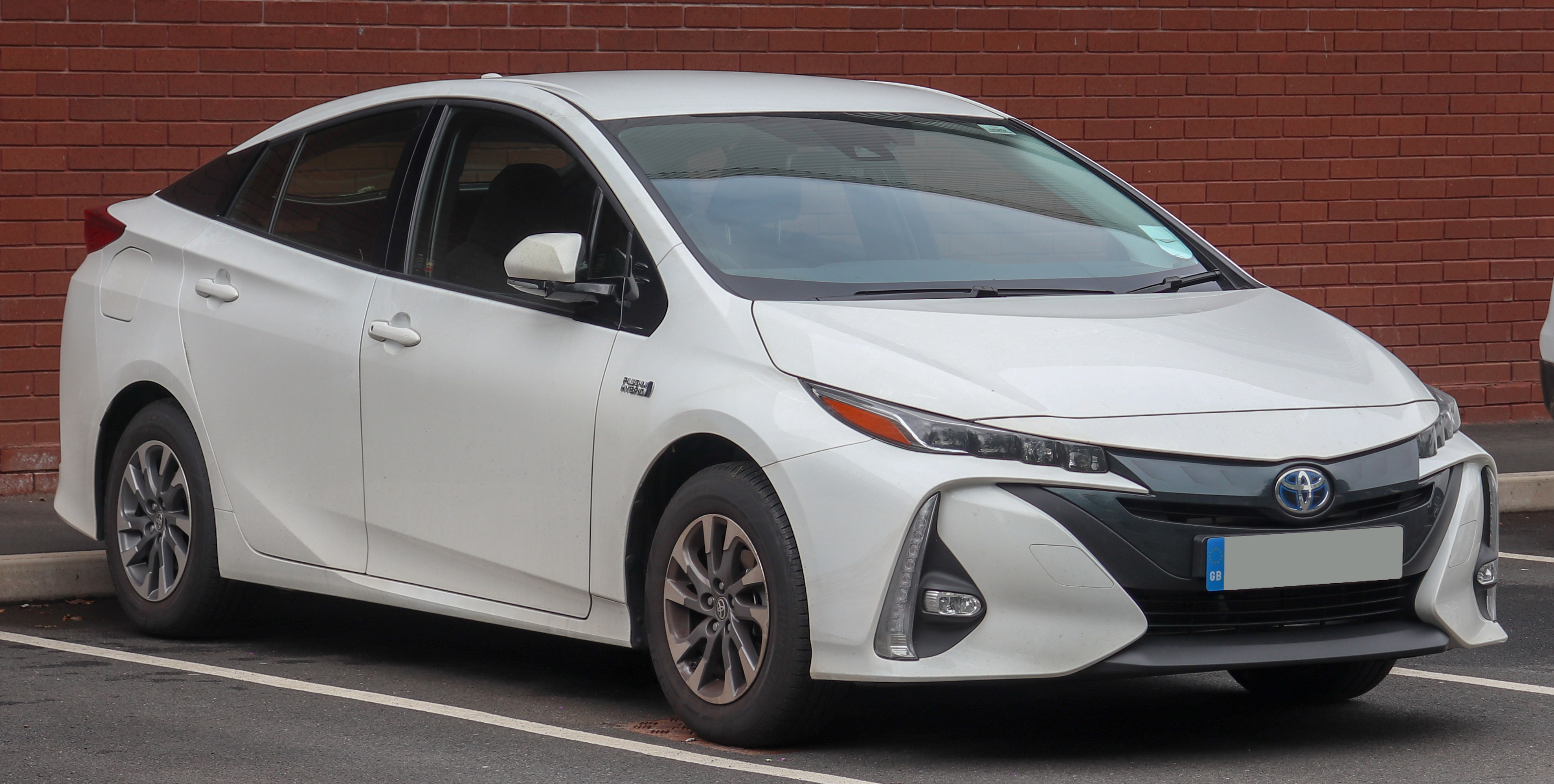
Toyota Prius Business Edition+ PHEV

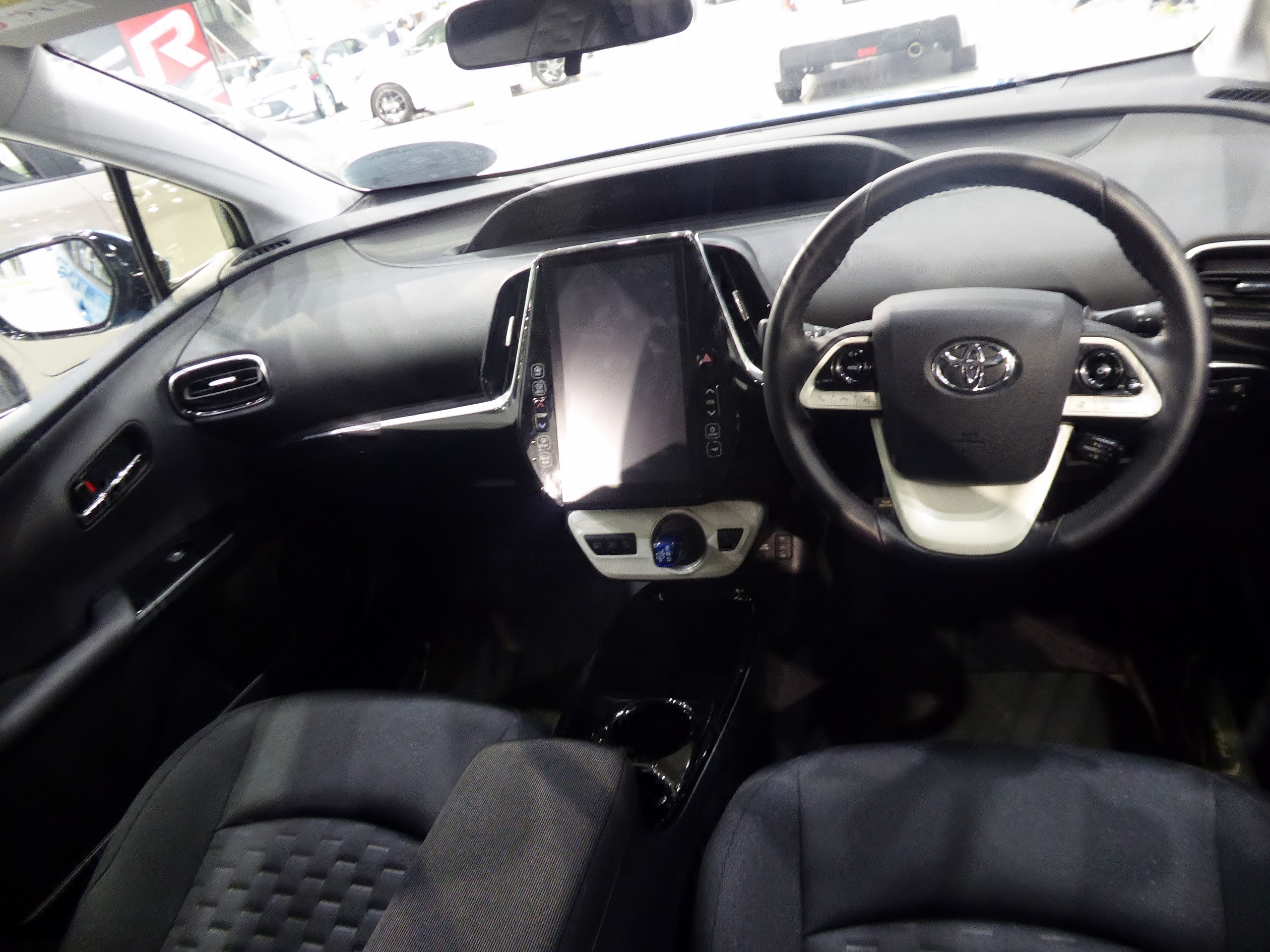

Plug-in Hybrid помітно відрізняється від звичайного гібрида Toyota Prius. Основна різниця полягає в технічний частини, на одній електротязі він може проїхати 35,4 км, що в півтора рази більше, ніж у попереднього покоління, але менше, ніж у конкурентів, зате найефективніший в класі: в електричному режимі так звана еквівалентна витрата становить менше 2 літрів палива на 100 км пробігу. У результаті бак на 42,8 літра разом з повністю зарядженою батареєю дозволяє проїхати 965 км.
Передня підвіска у автомобіля McPherson, задня — зібрана на підрамнику багаторичажна підвіска, що дісталась автомобілю від платформи TNGA. Для більшої стабільності верхні точки кріплення задніх амортизаторів нахилені до центру.
Домогтися такого результату творцям Пріус Плагін Гібрид вдалося за рахунок підвищення ККД двигуна внутрішнього згоряння (бензиновий 1,8 л 2ZR-FXE), поліпшеної електричної частини, зниженої ваги, оптимізованої тягової батареї і кращої аеродинаміки. Однією з цікавих особливостей конструкції можна назвати той факт, що генератор при інтенсивному розгоні перетворюється в електромотор, допомагаючи основному тяговому електродвигуну і ДВЗ.
До слова, літієво-іонний тяговий акумулятор (8,8 кВт·год) можна зарядити від побутової електромережі напругою 110 В за 5,5 год. Від мережі напругою 240 В час зарядки скорочується вдвічі. Причому цим процесом можна керувати через додаток Prius Prime Apps зі смартфона. Там же можна порівнювати профілі водіння з іншими власниками Prius Plug-in Hybrid.

### Двигун
- 1,8 л 2ZR-FXE I4 VVT-i (Atkinson) + електродвигун

## Третє покоління (XW60; з 2023)

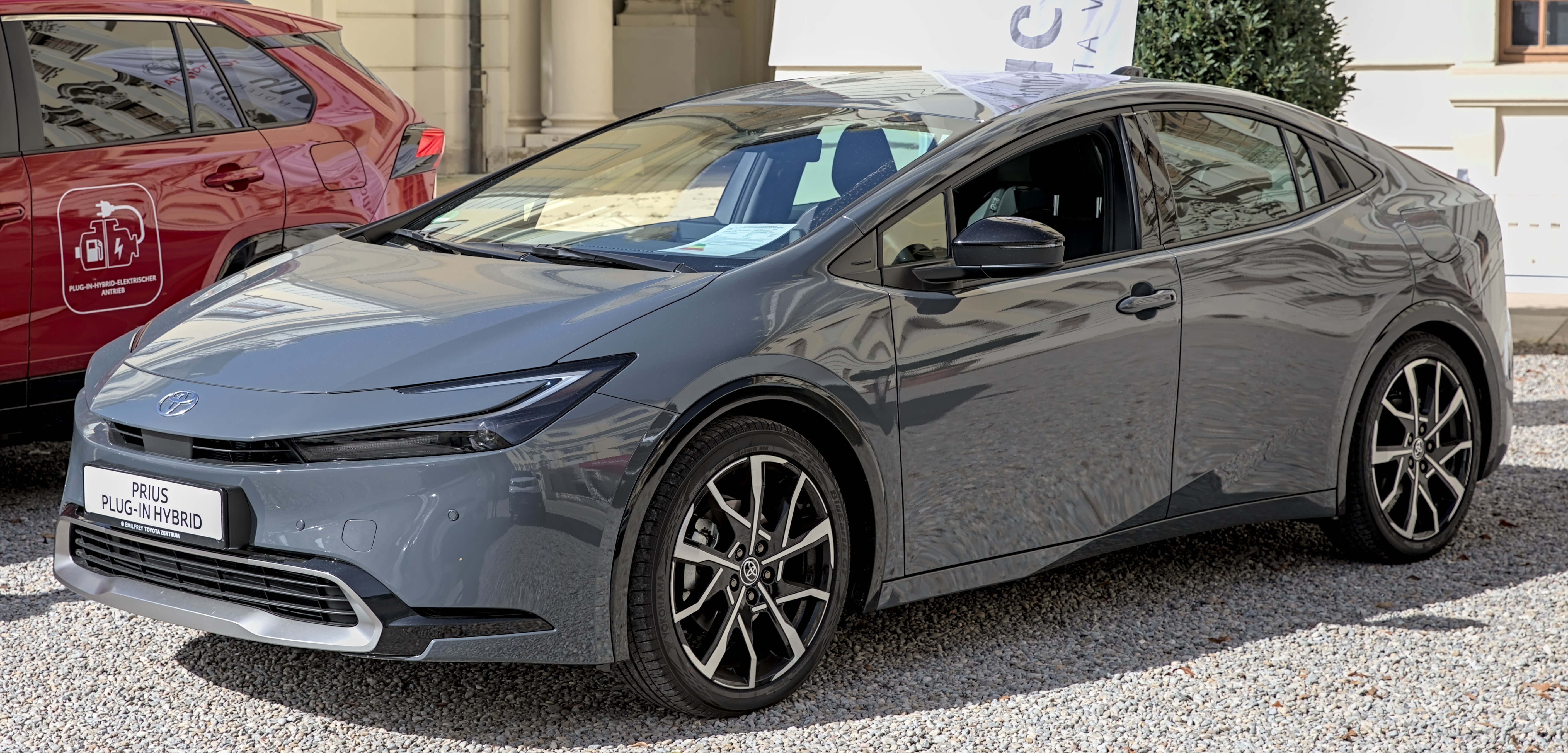
Toyota Prius PHEV (XW60)

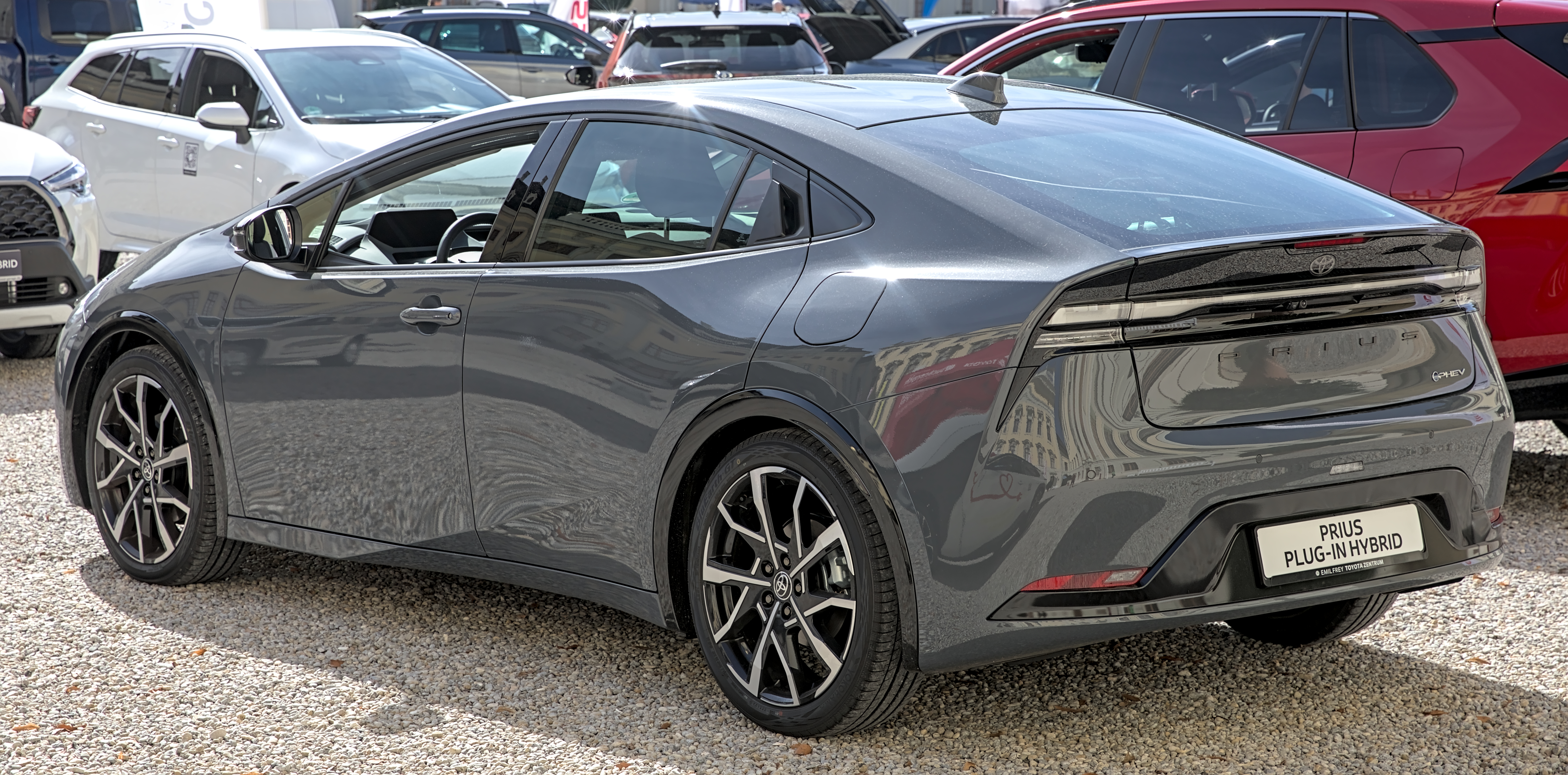

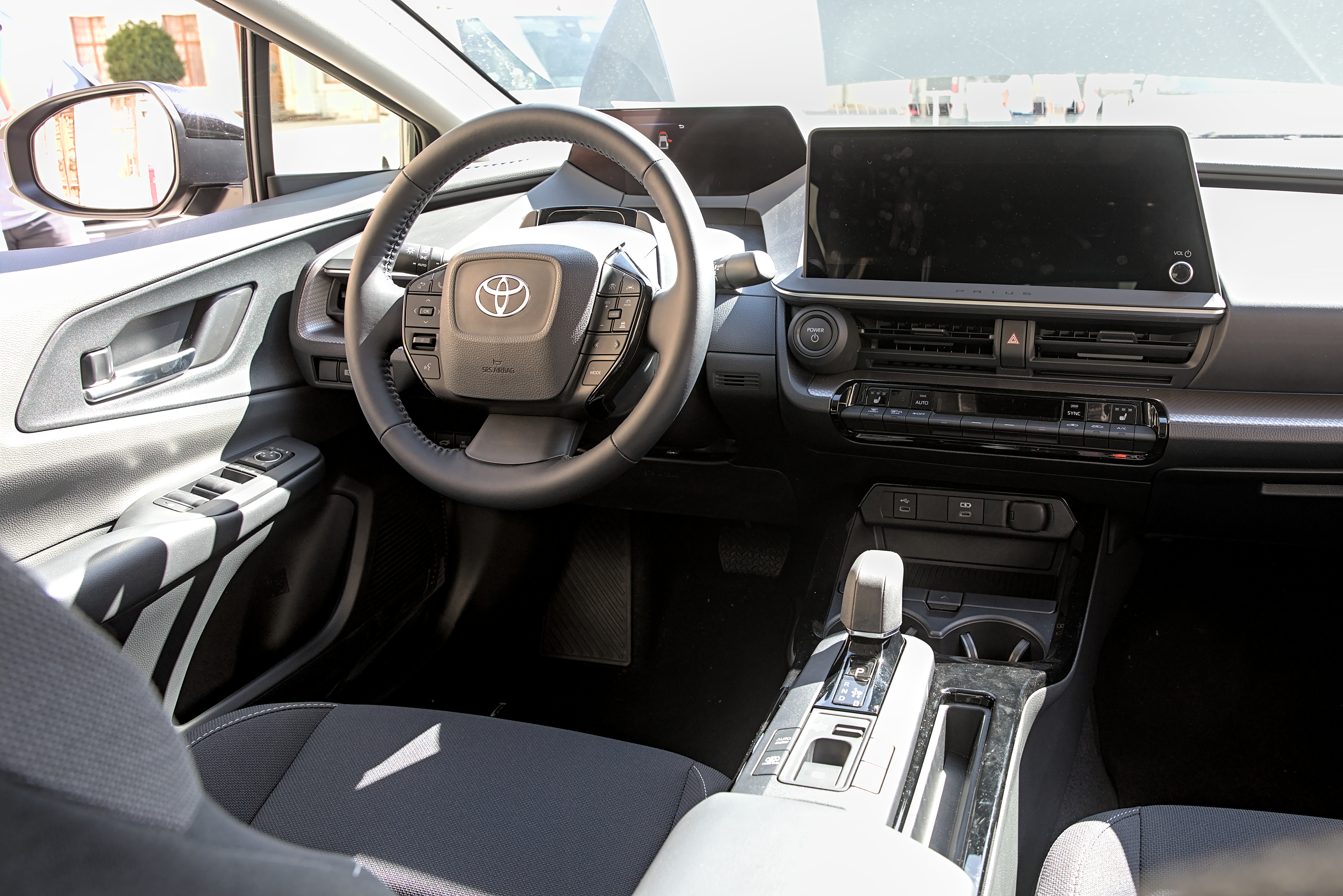

Третє покоління Prius Plug-in Hybrid було представлено 16 листопада 2022 року на автосалоні в Лос-Анджелесі 2022 року. Ця модель оснащена більш потужним 2,0-літровим чотирициліндровим двигуном M20A-FXS, який у поєднанні з електродвигуном створює загальну потужність 223 к. с., що на 82 % більше, ніж у попереднього покоління. За даними Toyota, на 13 % більше, ніж у моделі без підключення до електромережі, і вона розганяється від 0 до 97 км/год (від 0 до 60 миль/год) за 6,6 секунди. Через це підвищення продуктивності на північноамериканському ринку Toyota буде продавати Prius Prime зі спортивними комплектаціями: SE, XSE та XSE Premium. На відміну від другого покоління, але схоже на перше покоління, між традиційним Prius і версією, що підключається до плагіна, практично немає зовнішніх візуальних відмінностей.
Тепер під задніми сидіннями встановлена літій-іонна акумуляторна батарея ємністю 13,6 кВт·год, яка має більш ніж на 50 % більшу ємність порівняно з попереднім поколінням, що, за оцінками виробника, забезпечує запас ходу на електриці в 60 км (38 миль).

### Двигун
- 2,0 L M20A-FXS I4 + електродвигун